# Konko Malela
Pour les articles homonymes, voir Malela.
 (août 2021).
Konko Malela, aussi appelé Marcus, est un chanteur, rappeur et compositeur guinéen, memrbe du groupe Banlieuz'Art,.

## Biographie
Fils d’un diplomate qui fut aussi ministre, Konko Malela enregistre son premier morceau en 2001 en hommage à son père,.
Il forme en 2004, le groupe Banlieuz'Art avec quatre autres copains qui le quittent après le décès de deux membres de sa famille et son cousin lui suggère de se rapprocher d’un artiste installé à Dakar, King Salaman qui deviendra son ami de succès.
Il s'illustre en 2009, en participant avec la chanson Police, au projet Urban Afreeka du label MLP visant à dénicher les talents pour la promotion de la musique urbaine en Guinée et bénéficient d'un suivi aboutissant à la réalisation de leur premier album piloté par la même structure.

## Vie personnelle
Il se marie avec Fatima Camara le 3 juin 2016 à Kamsar,.

## Discographie

### Projets solo
- 2014 : Relève-toi Fria (feat. Petit Kandia, Soul Bang's)[8]
- 2015 : Espoir feat Aladji Mam D[9]
- 2019 : Singué Noun (feat. Takana Zion[10]
- 2020: Sigui Baba[11])
- 2020 : Conakry By Night (avec Sister Lessa[12])
- 2021 : Gnènènè[13]
- 2021 : Wo Bavette sa (avec One Time et Alifa)
- 2023 : Chauffeur (feat. avec Sister Lessa)

### Avec Banlieuz'Art
- 2010 : Koun Faya Koun
- 2018 : Kalanké, Koun Faya Koun